# Провансалски диалект
Провансалският диалект (на окситански: provençau) е диалект на окситанския език, говорен от около 350 хиляди души, главно в областта Прованс в югоизточна Франция.
Провансалският има стара литературна традиция, но след завладяването на областта от Франция през XV век постепенно губи книжовните си функции. От средата на XIX век се правят опити за възраждане на литературата на провансалски, в които активна роля играят дружеството „Фелибриж“ и известният писател Фредерик Мистрал.